# Wilnelia González
Wilnelia Enid González Ortiz (Arecibo, 2 aprile 1985) è una pallavolista portoricana.
Gioca nel ruolo di centrale nelle Changas de Naranjito.

## Carriera
La carriera di Wilnelia González inizia nei tornei scolastici portoricani, per proseguire nella lega universitaria del suo paese. Diventa professionista, debuttando nella Liga de Voleibol Superior Femenino, nella stagione 2004, vestendo la maglia delle Conquistadoras de Guaynabo. Nelle due annate successive gioca prima per le Valencianas de Juncos e poi per le Divas de Aguadilla. Ritorna nel campionato 2007 alle Valencianas de Juncos, aggiudicandosi lo scudetto e restando legata al club anche nel campionato successivo; nell'estate del 2007 fa il suo esordio nella nazionale portoricana, prendendo parte al campionato nordamericano.
Nella stagione 2009 inizia una militanza di quattro annate nelle Vaqueras de Bayamón, senza però avere molto successo; con la nazionale vince l'argento al campionato nordamericano 2009. Dopo aver giocato nel campionato 2013 con le Orientales de Humacao, nel campionato seguente passa alle Gigantes de Carolina, militandovi due annate.
Dopo un'annata di inattività, nel campionato 2017 torna in campo con le Changas de Naranjito.

## Palmarès

### Club
- Campionato portoricano: 1

2007